# Il faro in capo al mondo (romanzo)
Il faro in capo al mondo è un romanzo di Jules Verne, il primo romanzo pubblicato postumo nel 1905 dal figlio Michel, a cui è stata in seguito attribuita buona parte della stesura (Michel Verne utilizzò il nome del padre per pubblicare numerose altre opere).

## Trama
La vicenda si svolge sull'Isola degli Stati, nell'estremo sud dell'America Latina, dove Oceano Pacifico ed Oceano Atlantico si scontrano, rendendo difficile la navigazione; per aiutare le imbarcazioni è stato costruito il Faro di San Juan de Salvamento, inaugurato il 9 dicembre 1859 secondo il romanzo (in realtà, fu inaugurato il 25 maggio 1884); esso è custodito da tre guardiani: Vasquez, Moris e Felipe. I tre devono passare tre mesi (dal dicembre 1859 al marzo seguente) alla guardia del faro prima di ricevere il cambio che giungerà con la nave militare Santa-Fé. Dopo tre settimane essi vengono attaccati da un gruppo di dodici pirati comandati dal terribile e sanguinario Kongre, rimasti bloccati all'interno dell'isola in quanto la loro imbarcazione era andata perduta naufragando sugli scogli prima che venisse costruito il faro: Moris e Felipe vengono catturati ed uccisi, solo Vasquez riesce a salvarsi nascondendosi in alcuni anfratti delle rocce, in questa isola brulla ed inospitale. I pirati spengono il faro in modo da causare ulteriori naufragi per poter recuperare più ricchezze possibile.
Un giorno finisce per naufragare sull'isola una piccola imbarcazione, la Maule, che, fortunatamente per Kongre e compagni, non subisce troppi danni e viene aggiustata. Nel frattempo Vasquez non si dà pace per quanto accaduto e controlla tutti i movimenti dei pirati per trovare una soluzione per rallentare la loro partenza fino a dopo l'arrivo del Santa-Fé. Il 17 febbraio una nave statunitense, il Century, naufraga davanti all'isola, lasciando un solo sopravvissuto, il secondo ufficiale John Davis, salvato da Vasquez. I due riescono a colpire l'imbarcazione dei pirati con un piccolo cannone e la danneggiano, riuscendo a ritardare ulteriormente la partenza di Kongre e compagni. Il giorno prima dell'ormai inevitabile partenza dei pirati viene avvistata la nave militare Santa-Fé che però, a causa del buio, non può entrare nella baia in quanto il faro è ancora spento. Vasquez riesce ad accendere il faro e a permettere, infine, l'arrivo della nave militare, evitando la fuga ai pirati; il 3 marzo, infatti, sbarca il Santa-Fé, che in due settimane riesce ad eliminare tutta la banda, compreso Kongre (suicidatosi il 10 marzo). 
Il racconto si conclude coll'insediamento dei tre nuovi guardiani e la ripartenza di Vasquez e John Davis a bordo dell'avviso, il 18 marzo 1860. 

## Personaggi

### Protagonisti
- Vasquez, argentino, 47 anni, capo-guardiano del faro.
- Felipe, argentino, 40 anni, marinaio, guardiano del faro.
- Moris, argentino, 37 anni, marinaio, guardiano del faro.
- Lafayate, comandante del Santa-Fé.
- Riegal, secondo ufficiale del Santa-Fé.
- Harry Steward, comandante del Century.
- John Davis, statunitense, 30/35 anni, secondo ufficiale del Century.

### Antagonisti
- Kongre, 40 anni circa, capo dei pirati.
- Carcante, cileno, 35/40 anni, vice di Kongre.
- Vargas, carpentiere della banda di Kongre.
- Altri nove pirati della banda di Kongre.